# Джон Расселл (веслувальник)
Джон Расселл (англ. John Russell, 3 серпня 1935 — 21 січня 2019) — британський академічний веслувальник.
Срібний призер Олімпійських Ігор 1964 року в складі розпашної четвірки без стернового, учасник 1960 року.
Бронзовий призер Ігор Співдружності 1962 (розпашні четвірки зі стерновим), 1962 (вісімки) років.